# Fatumah Ahmed
Fatumah Ahmed é uma brigadeiro-general na Força Aérea do Quénia .  Ela era originalmente membro do Corpo de Serviços às Mulheres Quenianas, transferindo-se para a Força Aérea quando a unidade foi absorvida pelas três forças armadas em 1999.  Ahmed é formada pelo Instituto de Diplomacia e Estudos Internacionais e atuou principalmente em funções de recursos humanos.  Ela é a primeira brigadeira do Quénia.

## Carreira
Fatumah Ahmed juntou-se ao exército queniano "por acidente". Ao completar o ensino médio em 1983, ela teve que voltar para a sua cidade natal para solicitar um cartão de identidade. Os militares estavam realizando uma campanha de recrutamento num estádio próximo aos escritórios dos serviços de identidade e ela fez perguntas sobre a adesão. Ela entrou para a Academia Militar do Quénia como oficial-cadete em 1984 e, depois de se formar, foi contratada como segundo-tenente no Corpo de Serviços às Mulheres do Quénia. A partir de 1985, ela serviu na Força Aérea do Quénia, principalmente em recursos humanos.
Ahmed é formada pelo National Defense College e pelo ''Institute of Diplomacy and International Studies'', tendo também um diploma em administração pela Strathmore University . Ela transferiu-se para a Força Aérea do Quénia quando o Corpo de Serviços às Mulheres foi dissolvido em 1999 e o seu pessoal foi integrado às forças armadas quenianas remanescentes. Isso também eliminou a limitação para os membros do Corpo de Serviço para Mulheres de não se casarem ou engravidarem; Ahmed passou a poder ter filhos, e acabou por ter três. Ela serviu como vice-comandante de um batalhão e depois como chefe de pessoal na sede da Força Aérea do Quénia. Ahmed foi promovida ao posto de brigadeiro em 10 de agosto de 2015 e também foi nomeada diretora administrativa do Esquema de Seguro Médico das Forças de Defesa. Ela foi a primeira brigadeira no Quénia.